# Братов, Габас Мухамедович
Братов, Габас Мухамедович (13 сентября 1930—2002) — черкесский писатель и поэт. Народный писатель Карачаево-Черкесии.

## Биография
Габас Братов родился в ауле Малый Зеленчук (ныне Хабезский район Карачаево-Черкесии) 13 сентября 1930 года. Образование получил в Черкесском педучилище, по окончании которого работал в газете «Ленин нур». Также Братов был литературным консультантом в Карачаево-Черкесском Союзе писателей и редактором книжного издательства.

## Творчество
Первые произведения Братова были опубликованы в газете «Черкес плъыжъ» в 1949—1950 годах. Многие его произведения были опубликованы в нальчикском журнале «Ӏуащхьэмахуэ». Среди них рассказы, юморески, повести «Когда цветут подснежники», «Надежда — наследство отца», «Продолжение рода», новелла «Райская птичка». В газете «Ленин нур» в 1980-е — начале 1990-х годов были опубликованы его повести «Звезда героя не гаснет», «Тревожные ночи» и «Память любви». Произведения Братова также публиковались в коллективных сборниках черкесских литераторов «Песня счастья», «Светлый путь», «Новые шаги», «Радость», «Родина цветёт», «Верный путь», «Чистая дорога».

## Награды и звания
- Орден Дружбы (21 сентября 2002 года) — за многолетнюю плодотворную работу в области культуры, печати и телерадиовещания[1].
- Народный писатель Карачаево-Черкесии.